# Bartramidula comosa
Bartramidula comosa är en bladmossart som beskrevs av Brotherus 1904. Bartramidula comosa ingår i släktet Bartramidula och familjen Bartramiaceae. Inga underarter finns listade i Catalogue of Life.